# وزارت فراوانی
وزارت فراوانی (به انگلیسی: Ministry of Plenty) برابر مینی‌پلنتی در زبان نوین (به انگلیسی: Miniplenty) یکی از چهار وزارتخانه اینگسوس، حکومت اوشنیا در کتاب ۱۹۸۴ نوشته جورج اورول است.